# Маєток Павла Крамера (Ростов-на-Дону)
Маєток Павла Крамера (рос. Особняк Павла Крамера) — будівля в Ростові-на-Дону (Росія), розташоване на Пушкінській вулиці (будинок 114). Маєток був побудований в 1910-х роках ростовським меценатом П. І. Крамером. У 1997 році маєток був внесений до списку пам'яток архітектури місцевого значення. З 2000-х років в маєтоку розміщується ресторан Ростовського громадського зборів.

## Історія

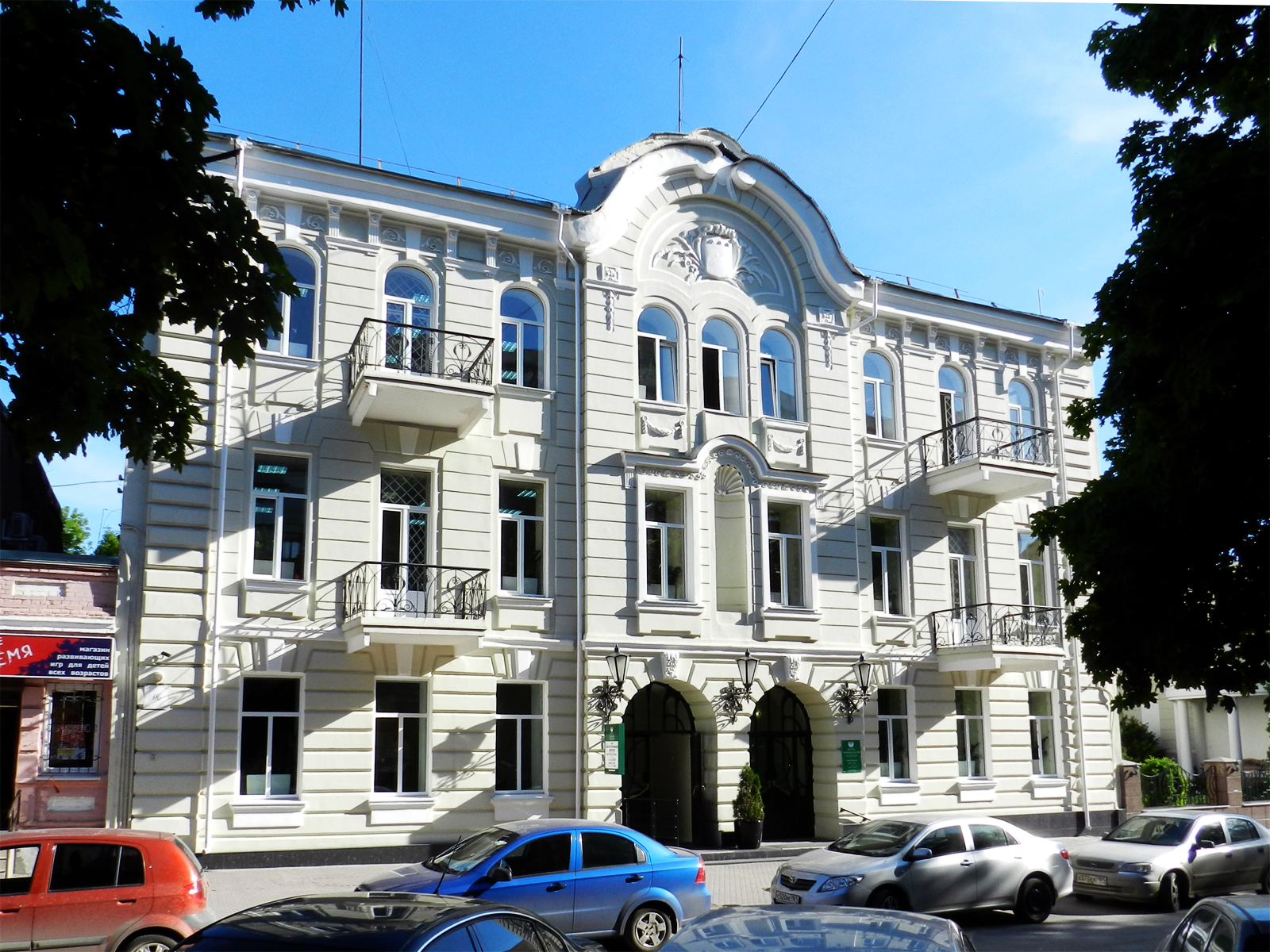
Прибутковий будинок Крамера, побудований в 1900-ті роки

Маєток, імовірно, був побудований Павлом Івановичем Крамером близько 1914 року. Маєток примикав до дохідному будинку Крамера, побудованому в 1900-х роках. П. В. Крамер був відомий як збирач живопису.
У роки Громадянської війни Крамер виїхав з Ростова. Його колекція картин перейшла до обласного музею мистецтв. Маєток Крамера націоналізували. З 1920-х років він перебував у віданні районної здравотдела. Після Німецько-радянської війни в маєтоку розміщувалося обкомівське лікувальний заклад.
У 1982 році маєток був реконструйований. Авторами проекту реконструкції були архітектори М. А. Сергєєв і В. А. Корольов. Після завершення реконструкції будівлю передали Будинку письменників і композиторів.
До 1990-м рокам маєток став потребувати в новому ремонті. Щоб вирішити проблему змісту маєтока його зали стали складати для різних заходів. Підвал маєтока орендував ресторан. В середині 1990-х років у будинку запропонували відкрити літературний музей. Але в 1999 році маєток перейшов у власність Адміністрації Ростовської області і знову піддався реконструкції за проектом архітектора Г. Шевченка. При цьому були замінені вікна, частини стін, дах, міжповерхові перекриття. Після ремонту будівля була передана Ростовському громадському зборам. В маєтоку був відкритий ресторан «Збори».

## Архітектура
Двоповерховий маєток розташований в глибині ділянки, він має П-подібну конфігурацію в плані. Фасад вирішено у неокласичному стилі. Центр фасаду прикрашає дугоподібний еркер. З боків розташовані один навпроти одного протяжні «крила». Стіни маєтока рустованы. В оформленні фасаду використані карниз, штукатурні тяги, гірлянди і балясини. У центральній частині маєтока спочатку розміщувалися приймальні зали і вітальні. З боків розташовувалися кабінети, житлові кімнати та господарські приміщення.
В ході реконструкції 1982 року біля східного крила була збудована одноповерхова прибудова. У західній частині ділянки була збудована альтанка-полуротонда. В будинку з'явився новий ліпний плафон, а на другому поверсі встановили камін з кахлями.